# Dakar
|  | Aquest article tracta sobre la capital del Senegal. Si cerqueu el ral·li, vegeu «Ral·li Dakar». |

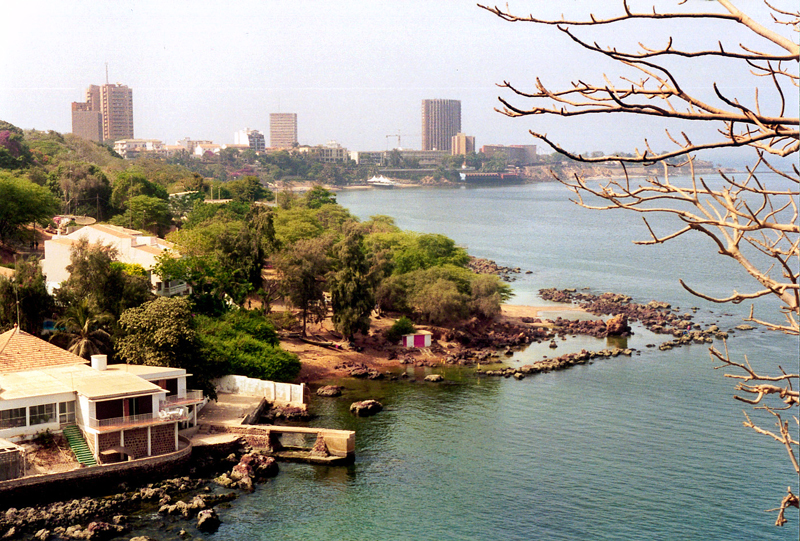
Badia de Dakar.

Dakar (wòlof: Ndakaaru) és la capital i la ciutat més gran del Senegal. Està assentada a la costa atlàntica, a la península de Cap Verd, essent la ciutat més occidental d'Àfrica.
D'acord amb les estimacions oficials fetes amb data de 31 de desembre de 2005, el terme municipal de Dakar tenia una població oficial d'1.030.594 milions d'habitants, mentre la població de l'àrea metropolitana estava estimada en 2,45 milions d'habitants.
Dakar era notícia anualment perquè era el punt d'arribada del Ral·li Dakar.

## Història
La península de Cap-Vert va ser poblada a tot tardar al segle xv, pel poble Lebu, un subgrup aqüícola de l'ètnia wolof. Els pobles originals (Ouakam, Ngor, Yoff i Hann) encara constitueixen els barris de la ciutat de Lebou. El 1444, els portuguesos van arribar a la badia de Dakar. El contacte pacífic va ser finalment obert l'any 1456 per Diogo Gomes, i la badia va ser anomenada posteriorment Angra de Bezeguiche (pel nom del governant local). La badia de Bezeguiche serviria com a parada crítica per a les armades portugueses de l'Índia de principis del segle XVI, on grans flotes s'aturaven habitualment, tant en els seus viatges d'anada com de tornada des de l'Índia, per reparar i recollir aigua dolça dels rierols i els pous al llarg de la riba del Cap-Vert i el comerç de provisions amb la població local per al seu viatge restant. (Va ser famosa durant una d'aquestes parades, l'any 1501, on el navegant florentí Amerigo Vespucci va començar a construir la seva hipòtesi del Nou Món sobre Amèrica).
Els portuguesos finalment van fundar un assentament a l'illa de Gorée (aleshores coneguda com l'illa de Bezeguiche o Palma), que el 1536 van començar a utilitzar com a base per a l'exportació d'esclaus. El continent de Cap-Vert, però, estava sota el control de l'Imperi Jolof, com a part de la província occidental de Cayor que es va separar de Jolof per dret propi el 1549. Un nou poble de Lebou, anomenat Ndakaaru, es va establir directament davant de Gorée al segle XVII per donar servei a la fàbrica comercial europea amb aliments i aigua potable. Gorée va ser capturada pels Països Baixos Units el 1588, cosa que li va donar el seu nom actual (esclat Goeree, després de Goeree-Overflakkee als Països Baixos). L'illa havia de canviar de mans entre els portuguesos i els holandesos diverses vegades més abans de caure en mans dels anglesos sota l'almirall Robert Holmes el 23 de gener de 1664, i finalment als francesos el 1677. Encara que sota una administració francesa contínua des d'aleshores, les famílies métis, descendents de comerciants holandesos i francesos i dones africanes, dominaven el comerç d'esclaus. L'infame Casa dels Esclaus es va construir a Gorée el 1776.
El 1795, el Lebou de Cap Verd es va revoltar contra el domini de Cayor. Un nou estat teocràtic, anomenat posteriorment República de Lebou pels francesos, es va establir sota el lideratge dels Diop, una família clerical musulmana originària de Koki a Cayor. La capital de la república es va establir a Ndakaaru. El 1857 els francesos van establir un lloc militar a Ndakaaru (que van anomenar "Dakar") i es van annexionar la República de Lebou, encara que les seves institucions van continuar funcionant nominalment. El Serigne (també escrit Sëriñ, "Senyor") de Ndakaaru encara és reconegut com l'autoritat política tradicional dels Lebou per l'Estat senegalès avui.
El tràfic d'esclaus va ser abolit per França el febrer de 1794. No obstant això, Napoleó el va restablir el maig de 1802, i finalment el va abolir definitivament el març de 1815. Malgrat l'abolició de Napoleó, un tràfic clandestí d'esclaus va continuar a Gorée fins al 1848, quan va ser abolit a tots els territoris francesos. Per substituir el comerç d'esclaus, els francesos van promoure el cultiu de cacauet al continent. A mesura que el comerç de cacauet va créixer, la petita illa de Gorée, la població de la qual havia crescut fins als 6.000 habitants, va resultar ineficaç com a port. Els comerciants de Gorée van decidir traslladar-se a terra ferma i es va establir una fàbrica amb magatzems a Rufisque el 1840.
La regió de Dakar (illa de Gorée) fou un centre important en el comerç d'esclaus des del segle xvi fins al segle xix.
La ciutat de Dakar fou fundada pel general francès Louis Faidherbe, el 1857.

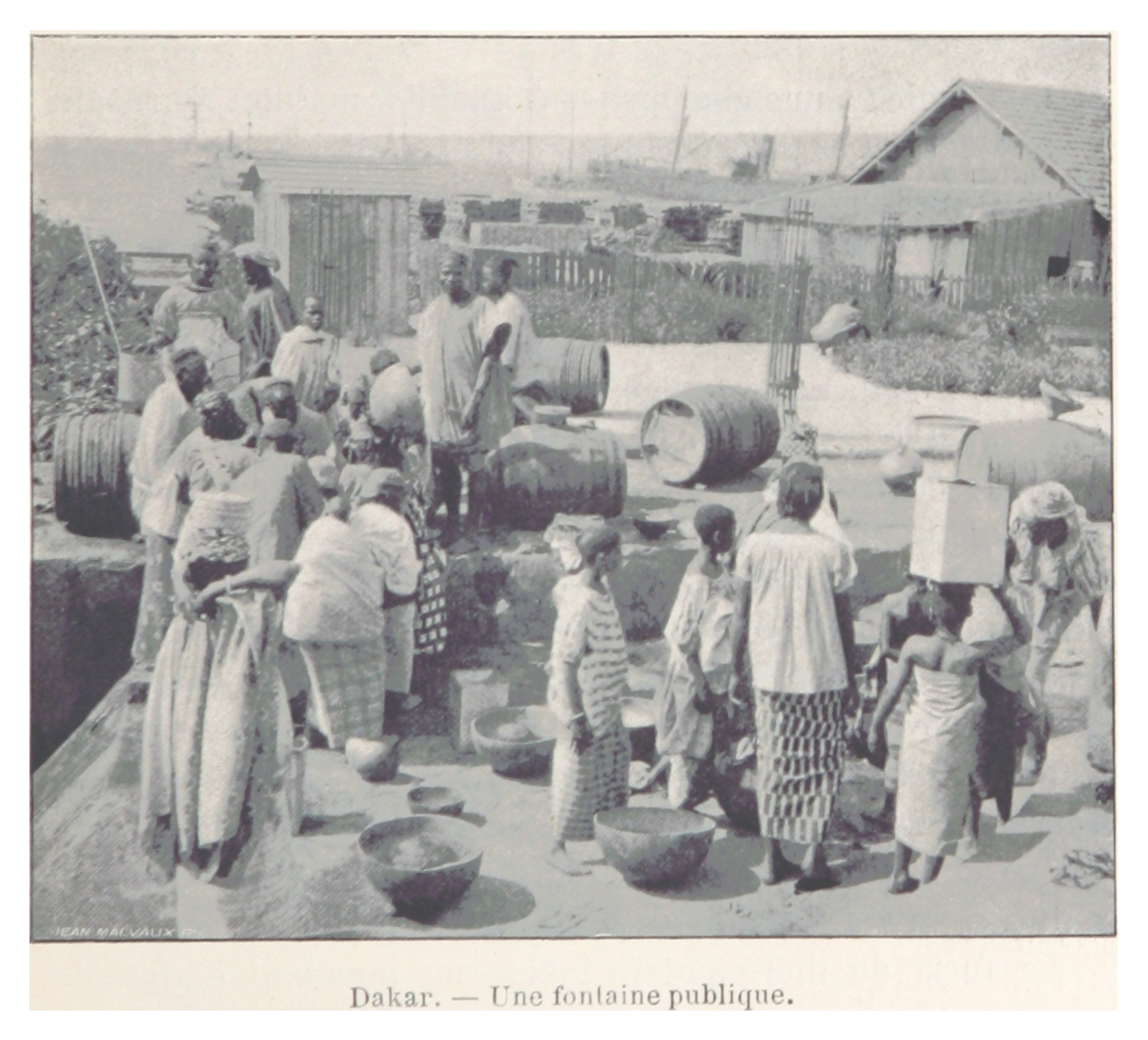
Un pou d'aigua públic, 1899

Les autoritats colonials van destinar una gran despesa pública en infraestructures al desenvolupament de Dakar. Les instal·lacions portuàries es van millorar amb embarcadors, es va establir una línia telegràfica al llarg de la costa fins a Saint-Louis i el ferrocarril Dakar-Saint-Louis es va acabar el 1885, moment en què la ciutat es va convertir en una base important per a la conquesta del Sudan occidental.
Gorée, inclosa Dakar, va ser reconeguda com a comuna francesa el 1872. Dakar es va separar de Gorée com a comuna separada el 1887. Els ciutadans de la ciutat van triar el seu propi alcalde i consell municipal i van ajudar a enviar un representant electe a l'Assemblea Nacional a París. Dakar va substituir Saint-Louis com a capital de l'Àfrica Occidental francesa el 1902. Un segon gran ferrocarril, el Dakar-Níger construït entre 1906 i 1923, va unir Dakar amb Bamako i va consolidar la posició de la ciutat al capdavant de l'Imperi de l'Àfrica Occidental de França. El 1929, la comuna de l'illa de Gorée, ara amb només uns pocs centenars d'habitants, es va fusionar a Dakar.

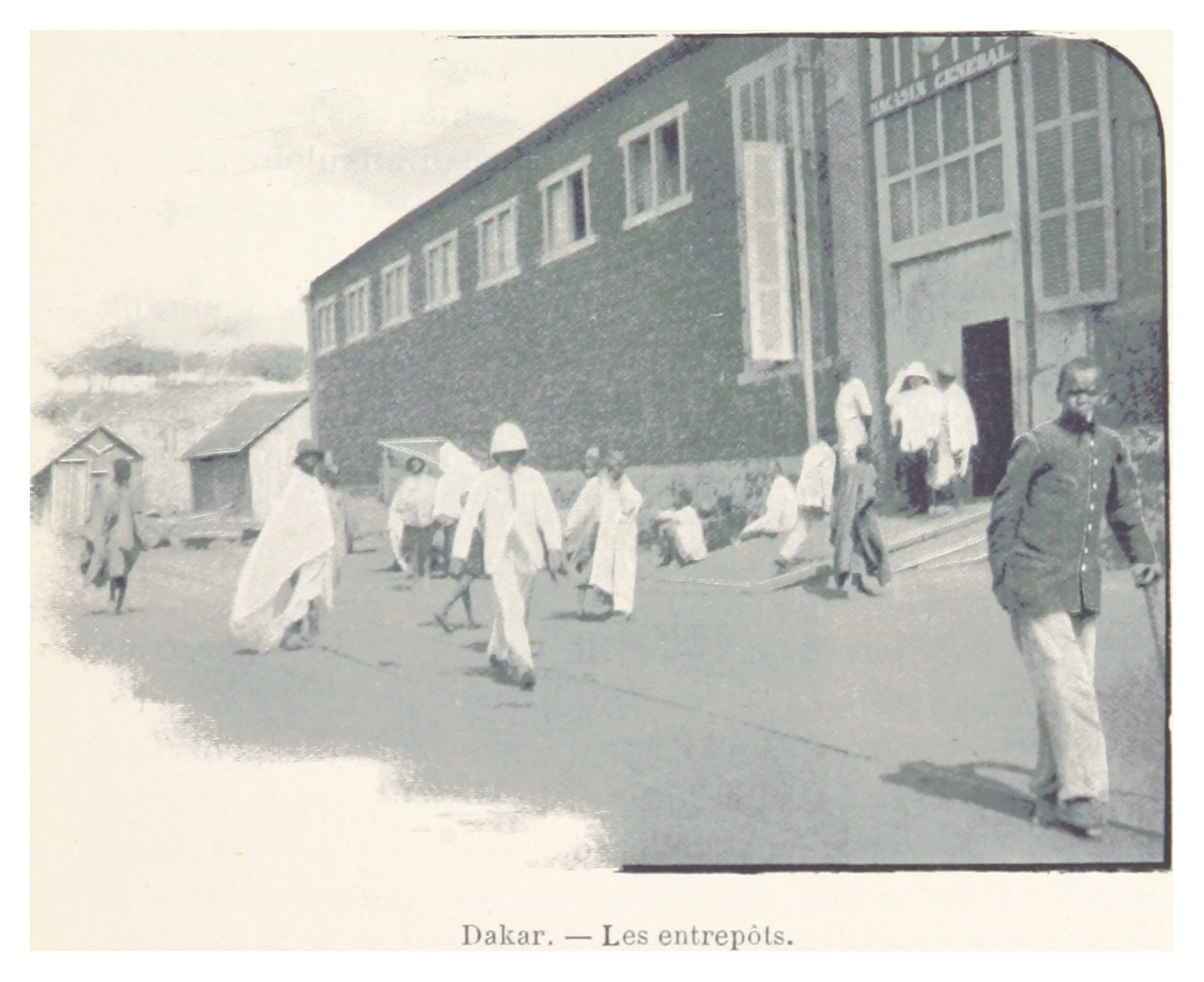
Dakar Entrepôt. c. 1900

El 1902 esdevingué la seu del govern de l'Àfrica Occidental Francesa, en substitució de Saint-Louis.
La urbanització durant el període colonial va estar marcada per formes de segregació racial i social —sovint expressades en termes de salut i higiene— que continuen estructurant la ciutat avui dia. Arran d'una epidèmia de pesta el 1914, les autoritats van forçar la major part de la població africana a sortir dels antics barris, o meseta, i a entrar en un nou barri, anomenat Medina, separat d'aquest per un "cordó sanitari". Com a primers ocupants del terreny, els habitants de Lebou de la ciutat van resistir amb èxit aquesta expropiació. Van ser recolzats per Blaise Diagne, el primer africà a ser elegit diputat a l'Assemblea nacional. No obstant això, l'altiplà es va convertir en un districte administratiu, comercial i residencial cada cop més reservat als europeus i va servir de model per a enclavaments administratius excloents similars a les altres capitals colonials de l'Àfrica francesa (Bamako, Conakry, Abidjan, Brazzaville). Mentrestant, l'ordre sufí Layene, establert per Seydina Mouhammadou Limamou Laye, prosperava entre els Lebou a Yoff i en un nou poble anomenat Cambérène. Des de la independència, la urbanització s'ha estès cap a l'est més enllà de Pikine, un suburbi de rodalia la població del qual (est. 2001 1.200.000) és més gran que la de Dakar pròpiament dita, fins a Rufisque, creant una conurbació de gairebé 3 milions d'habitants. (més d'una quarta part de la població nacional).

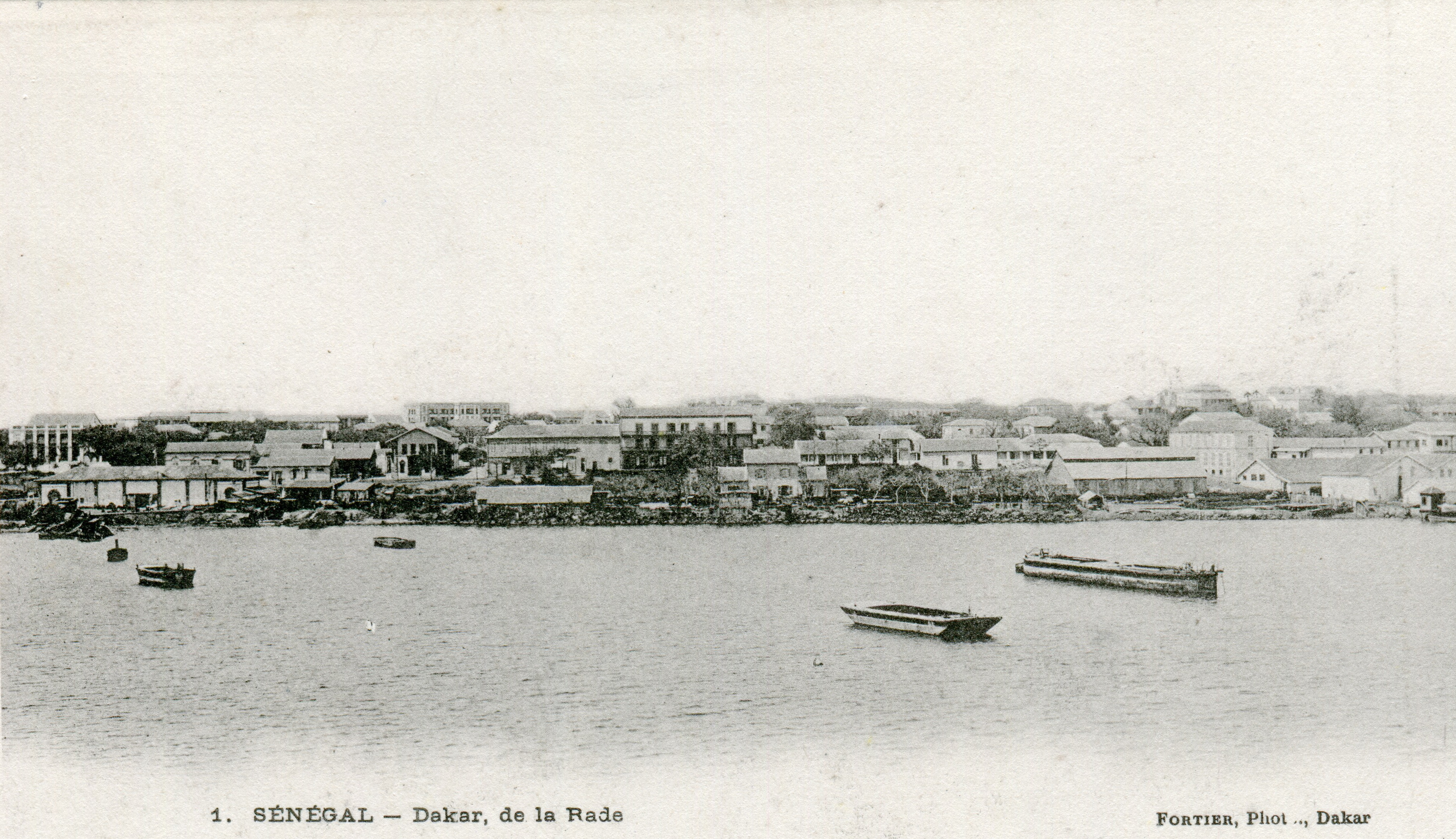
Port de Dakar, 1905

En el seu apogeu colonial Dakar va ser una de les principals ciutats de l'Imperi francès, comparable a Hanoi o Beirut. Les empreses comercials franceses hi van establir sucursals i les inversions industrials (molins, cerveseries, refineries, conserves) es van veure atretes per les seves instal·lacions portuàries i ferroviàries. També va ser estratègicament important per a França, que va mantenir una base naval important i una estació de carbó al seu port i que la va integrar als seus primers circuits de la força aèria i de correu aeri, sobretot amb el llegendari aeròdrom de Mermoz (que ja no existeix).
L'any 1940, Dakar s'implicà en la Segona Guerra Mundial quan el general de Gaulle, cap de les forces franceses lliures, pretenia fer de la ciutat la base de les seves operacions de resistència. L'objectiu era aixecar la bandera francesa lliure a l'Àfrica occidental, ocupar Dakar i començar així a consolidar la resistència francesa de les seves colònies a l'Àfrica. El pla comptava amb el suport naval britànic quan lluitava en solitari contra les potències de l'Eix. No obstant això, a causa dels retards i que el pla es va conèixer, Dakar ja havia quedat sota la influència de la voluntat controlada alemanya del govern de Vichy. Amb l'arribada de les forces navals franceses sota el control de Vichy i enfrontades a les defenses tossudes a terra, les propostes de De Gaulle es van resistir i es va produir la batalla de Dakar a la costa que va durar tres dies del 23 al 25 de setembre de 1940, entre les defenses de Vichy i l'atac dels Marina lliure francesa i britànica. L'empresa va ser abandonada després d'apreciables pèrdues navals. Tot i que la iniciativa a Dakar va fracassar, el general de Gaulle va poder establir-se a Douala, al Camerun, que es va convertir en el punt de reunió de la resistència de la causa francesa lliure.

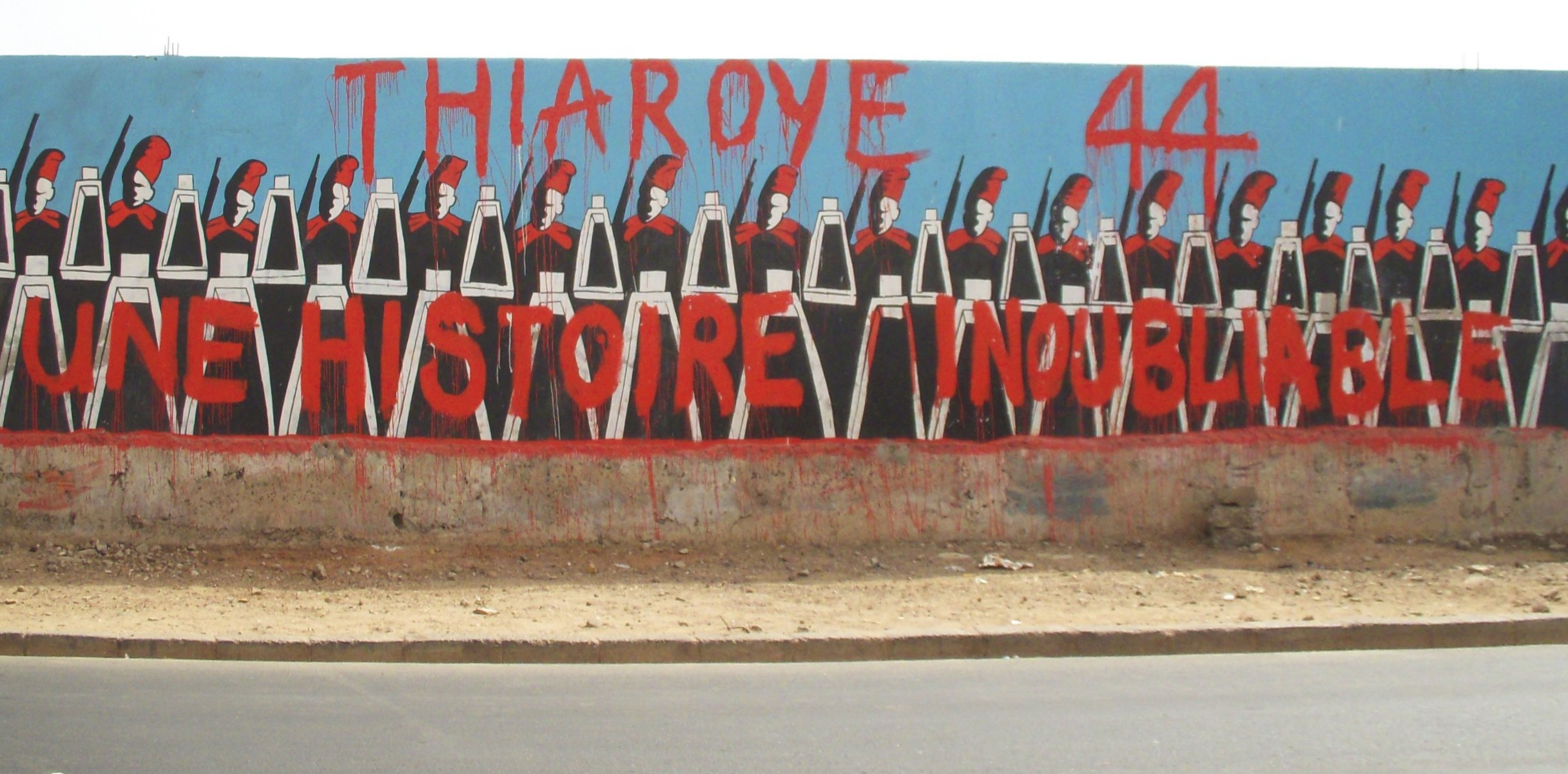
Mural a Dakar commemorant la massacre de Thiaroye. Hi diu "Thiaroye '44, un esdeveniment inoblidable".

El novembre de 1944, els reclutes de l'Àfrica Occidental a l'exèrcit francès es van amotinar contra les males condicions al campament de Thiaroye, als afores de la ciutat. El motí va ser vist com una acusació del sistema colonial i va constituir un punt d'aire per al moviment nacionalista. L'1 de desembre de 1944, els soldats francesos que vigilaven el camp van obrir foc contra els soldats d'Àfrica Occidental. Els comptes del nombre de morts van des d'uns 35 (el compte oficial francès) fins a més de 300 (veterans de l'exèrcit actius en aquell moment).
Dakar va ser la capital de l'efímera Federació de Mali des de 1959 fins a 1960, i després es va convertir en la capital del Senegal independent el 4 d'abril del 1960. El poeta, filòsof i primer president del Senegal Léopold Sédar Senghor va intentar transformar Dakar en l'"Atenes de l'Àfrica subsahariana" (l'Athènes de l'Afrique subsaharienne), tal com era la seva visió.
Dakar és un important centre financer, on hi ha una dotzena de bancs nacionals i regionals (inclòs el Banc Central dels Estats d'Àfrica Occidental (BCEAO) que gestiona la moneda unificada en franc CFA de l'Àfrica Occidental), i de nombroses organitzacions internacionals, ONG i centres de recerca internacionals. Dakar té una gran comunitat libanesa (concentrada en el sector d'importació-exportació) que data de la dècada del 1920, una comunitat d'empresaris marroquins, així com comunitats mauritanes, capverdianes i guineanes. La ciutat acull uns 20.000 habitants expatriats francesos. França encara manté una base aèria a Yoff i la flota francesa té base al port de Dakar.
A partir del 1978 i fins al 2007, el Dakar va ser sovint el punt final del Ral·li Dakar.

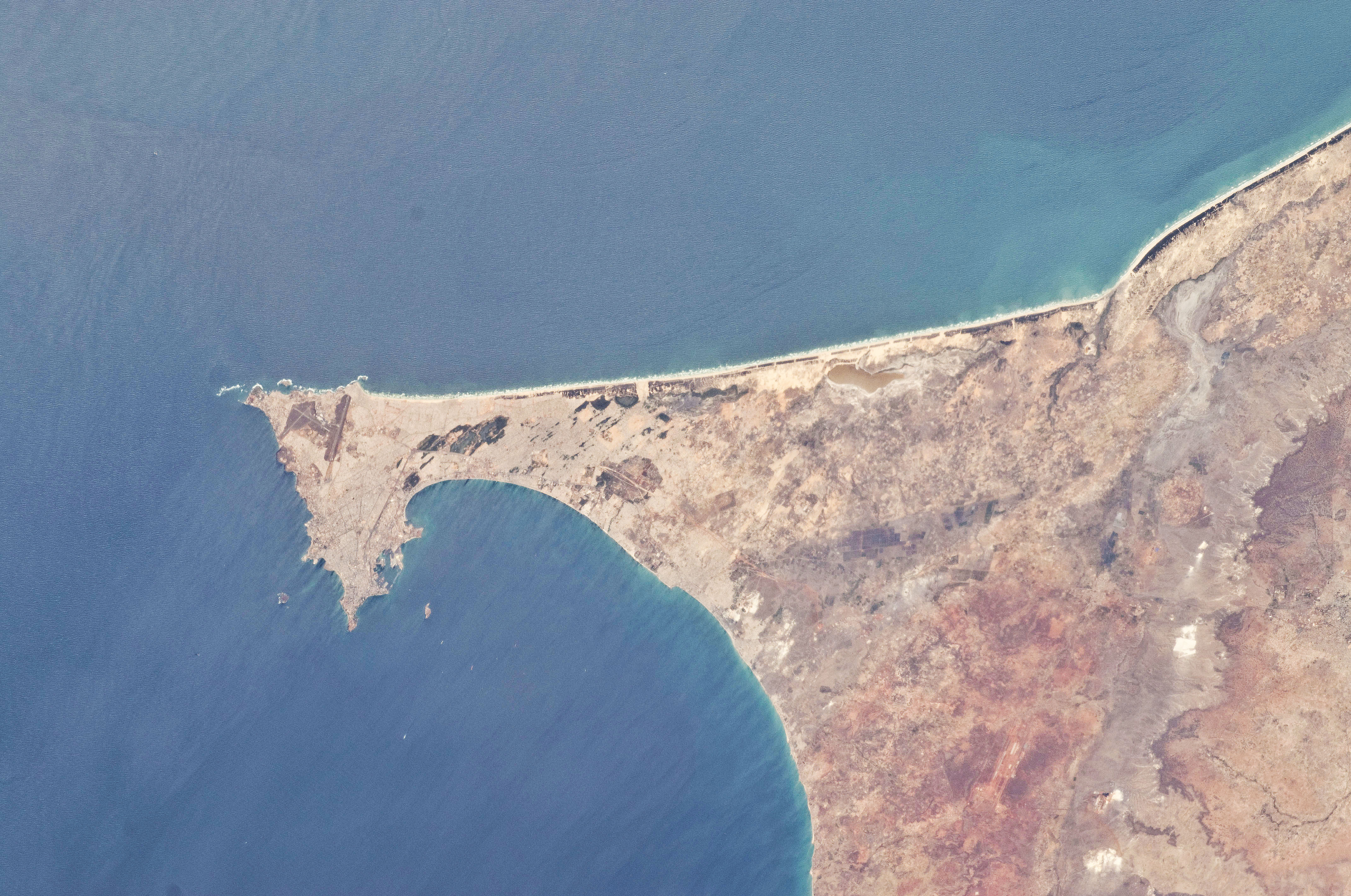
Vista de Dakar des de l'Estació Espacial Internacional el 2011

## Clima
El clima de Dakar és generalment molt càlid. Dakar té un clima càlid semiàrid influenciat per l'oceà (classificació climàtica de Köppen: BSh), amb una temporada de pluges curta i una llarga estació seca. La temporada de pluges de Dakar dura de juliol a octubre, mentre que l'estació seca cobreix els vuit mesos restants. La ciutat rep aproximadament 411 mm de pluja anual.
Dakar entre desembre i maig sol ser molt càlid amb temperatures diàries al voltant dels 25-28 °C. Les nits durant aquesta època de l'any són càlides, entre 18-20 °C. No obstant això, entre maig i novembre, la ciutat es fa molt més calorosa amb màxims diaris que arriben 29-31 °C i mínims nocturns una mica per sobre 23-25 °C. Malgrat aquesta temporada més calorosa, el clima de Dakar està lluny de ser tan calorós com s'ha experimentat a les ciutats de l'interior del Sahel com Niamey i N'Djamena, on les temperatures superen els 36 °C. durant gran part de l'any. Dakar es refreda tot l'any per la brisa marina.

#### Canvi climàtic
Un article de 2019 publicat a PLOS One estimava que sota els Escenaris RCP, un escenari "moderat" de canvi climàtic on l'escalfament global arriba a ~ 2,5-3 °C el 2100, el clima de Dakar l'any 2050 s'assemblaria més al clima actual de Praia a Cap Verd. La temperatura anual augmentaria un 1,5 °C, i la temperatura del mes més càlid i el més fred en 1,4 °C i 1,6 °C, respectivament. Segons Climate Action Tracker, la trajectòria d'escalfament actual sembla coherent amb 2,7 °C, que coincideix molt amb RCP 4.5.
A més, segons el sisè informe d'avaluació de l'IPCC 2022, Dakar és una de les 12 ciutats africanes més importants (Abidjan, Alexandria, Alger, Ciutat del Cap, Casablanca, Dakar, Dar es Salaam, Durban, Lagos, Lomé, Luanda i Maputo) que serien les més afectades per l'augment futur del nivell del mar. S'estima que col·lectivament patirien danys acumulats de 65.000 milions de dòlars EUA sota RCP 4.5, i 86.500 milions de dòlars EUA per a l'escenari d'altes emissions RCP 8.5 l'any 2050. A més, RCP 8.5 combinat amb l'impacte hipotètic de la inestabilitat de la capa de gel marina a alts nivells d'escalfament implicaria danys de fins a 137.500 milions de dòlars EUA, mentre que la comptabilització addicional dels esdeveniments de danys alts i de baixa probabilitat pot augmentar els riscos agregats en 187.000 milions de dòlars per a l'RCP4.5 moderat, 206.000 milions de dòlars per a RCP8.5 i 397.000 milions de dòlars en l'escenari d'inestabilitat de la capa de gel de gamma alta. Com que l'augment del nivell del mar continuaria durant uns 10.000 anys sota tots els escenaris de canvi climàtic, els costos futurs de l'augment del nivell del mar només augmentarien, especialment sense mesures d'adaptació.

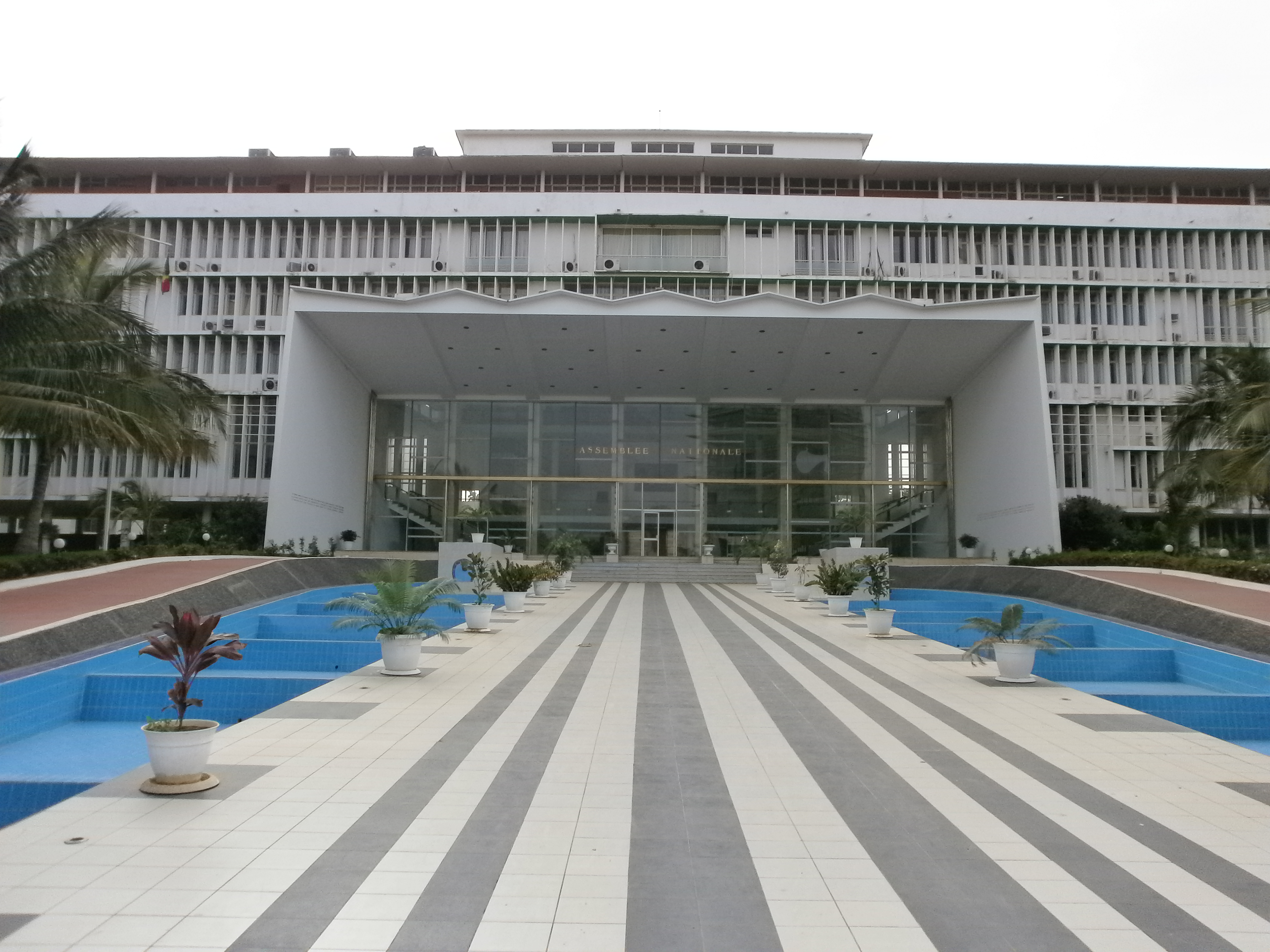
L'Assemblée nationale a l'altiplà, el cor de l'antic Dakar

## Visites recomanades

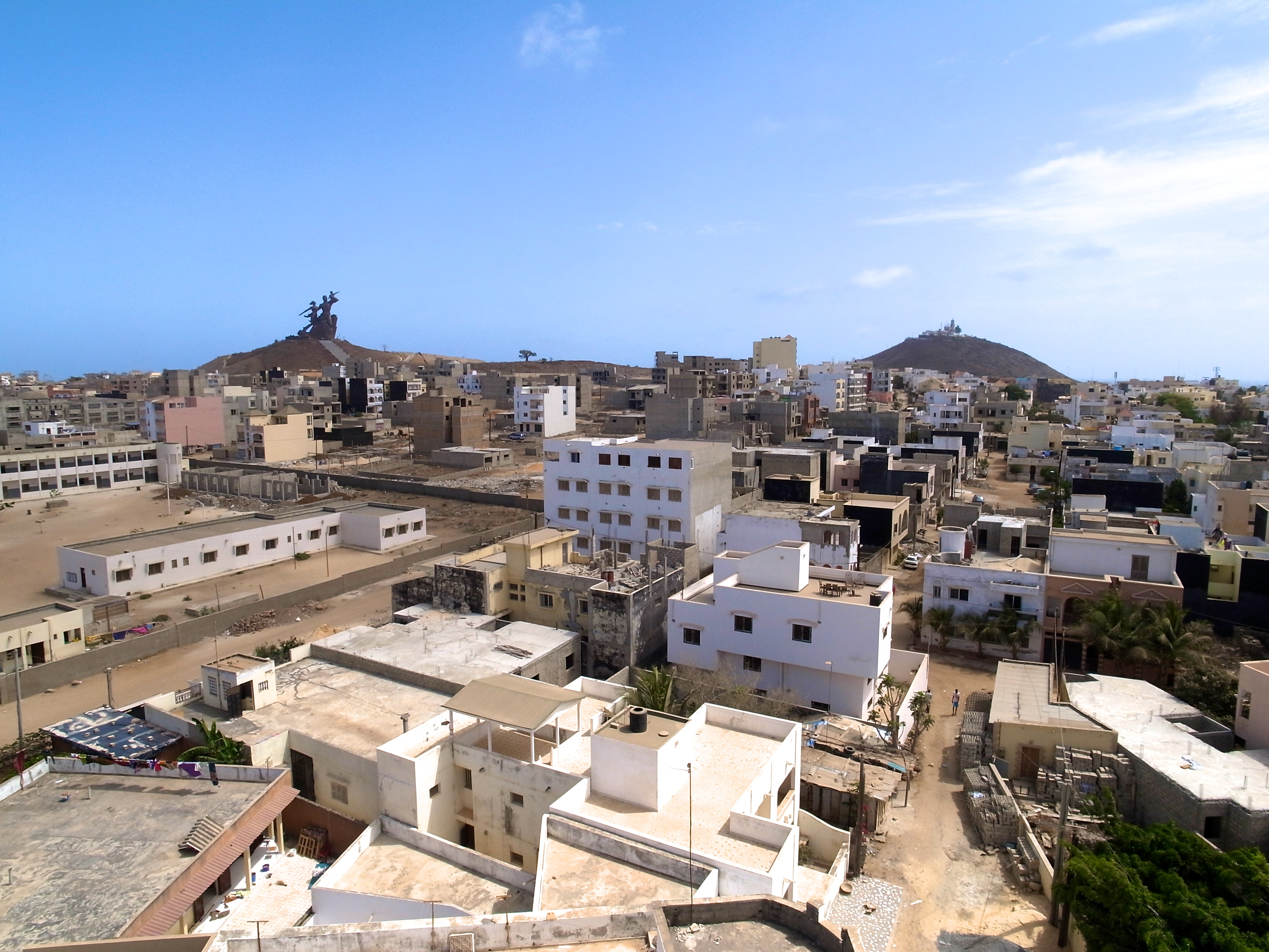
Deux Mamelles vistes de lluny, amb el Monument del Renaixement Africà a l'esquerra i el Far de Les Mamelles a la dreta

La ciutat de Dakar és membre de l' Organització de Ciutats Patrimoni de la Humanitat i conté diversos punts de referència. Un dels més notables és Deux Mamelles, dos turons bessons situats a la comuna d'Ouakam . Els turons són l'únic terreny alt de la ciutat, oferint vistes de tota la zona i vistes panoràmiques de la ciutat. El primer turó està coronat amb el far de Mamelles construït l'any 1864. El segon turó té el recentment acabat Monument del Renaixement africà construït al cim, que es considera l'estàtua més alta d'Àfrica.
són el barri de la medina situat a la comuna de Medina. Medina es va construir originalment com a municipi per a la població local durant l'època colonial francesa. Avui és un centre comercial tradicional ple de botigues de sastreria. El mercat ambulant més destacat és Soumbédioune, que també és una gran atracció turística. El barri també alberga la Gran Mesquita de Dakar al cor de la comuna, construïda el 1964 i un dels punts de referència de la ciutat.

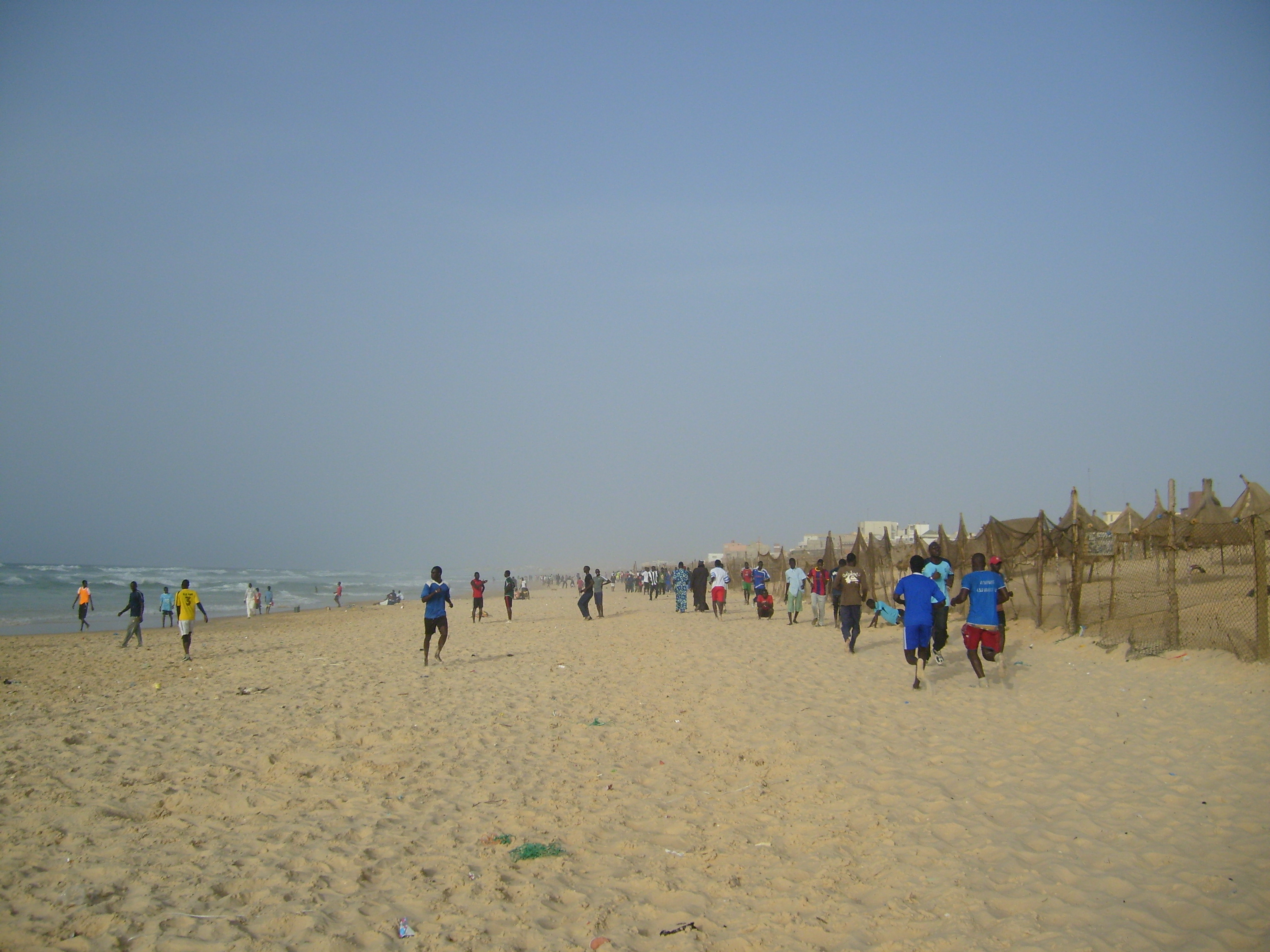
Platja de Dakar

Dakar està flanquejada per dues petites illes, l'illa de N'Gor i l'illa de Gorée. La primera es troba a la costa nord de la comuna de N'Gor, amb platges que ofereixen atraccions com ara el surf. La comuna de N'Gor també té altres centres turístics populars com ara Plage de N'Gor. L'illa de Gorée, antigament una illa d'esclaus, és avui Patrimoni de la Humanitat per la UNESCO que conserva les arquitectures i instal·lacions de l'època colonial. Alguns llocs notables de l'illa són el Memorial de Gorée, que és un memorial dels esclaus, i la Casa dels Esclaus, que és un museu dedicat al tràfic d'esclaus atlàntic. Avui, l'illa també acull l'escena artística dels centenars d'artistes locals que alineen les seves obres a les exposicions a l'aire lliure.
Alguns altres llocs notables són el mausoleu de Layen que sepulta el fundador de la tariqa sufí de Layene, el Palais Présidentiel, que és la seu del govern construït el 1907, Place de l'Indépendance que és la plaça central de Dakar, la catedral de Dakar i la Universitat Cheikh-Anta-Diop també coneguda com la Universitat de Dakar, fundada el 1957.

## Llocs de culte
Els llocs de culte més comuns a Dakar són les mesquites musulmanes. Hi ha també esglésies cristianes: arxidiòcesi catòlica romana de Dakar (Església catòlica), Assemblees de Déu, Església universal del Regne de Déu.
Dakar va ser seleccionada com a capital de la cultura islàmica de la regió africana l'any 2007 per l'Organització Islàmica d'Educació, Ciència i Cultura (ISESCO), en honor a la seva herència islàmica. L'ISESCO i la seva organització matriu, l'Organització de Cooperació Islàmica (OCI) han celebrat diverses conferències regionals i internacionals a la ciutat, més conegudes per l'adopció de la Declaració de Dakar el 1991 que tenia com a objectiu fomentar la cooperació entre els estats membres. Dakar també és coneguda com el lloc de naixement de la Germandat Layene, una tariqa sufí fundada per Seydina Mouhammadou Limamou Laye el 1883 a la comuna de Yoff. Seydina està enterrada al mausoleu de Layen, que es troba entre les principals fites de Dakar. Avui dia, la Confraria Layene està formada majoritàriament pel poble Lebou i amb seu a la zona del Cap-Vert. També és el tercer orde sufí més gran del Senegal.
Els llocs de culte més destacats per als musulmans a Dakar inclouen la Gran Mesquita de Dakar, construïda el 1964, que es troba a l'Allée Pape Gueye Fall of Medina, la Mesquita de la Divinitat, construïda el 1973, situada a Ouakam, amb les característiques finestres triangulars, i Mesquita d'Omarienne amb minarets coronats per esferes verdes.

## Cultura

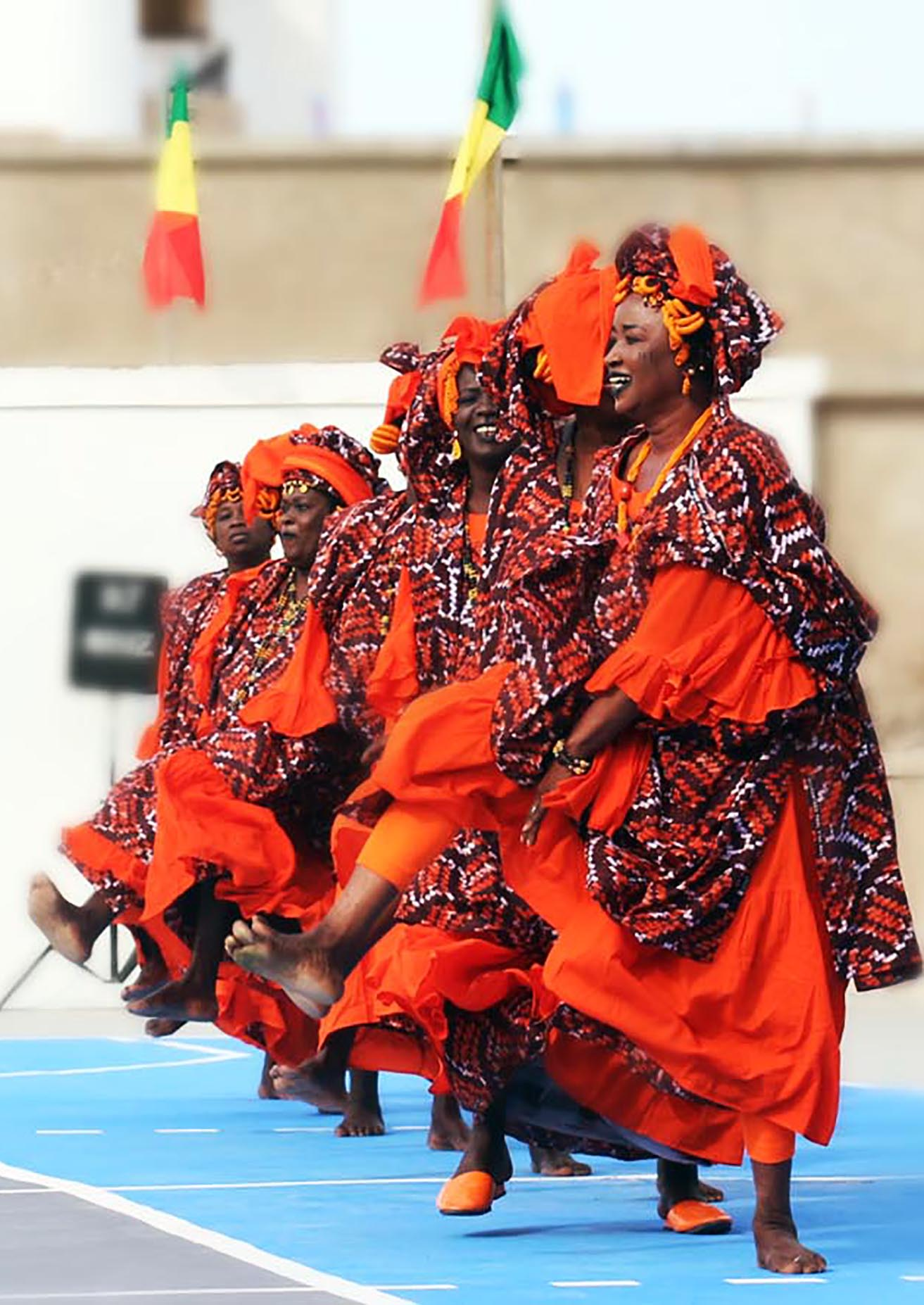
Dansa N'dawrabine de Ngor

Al Senegal la cultura tradicional està molt centrada al voltant de la idea de família. Això inclou fins i tot la manera com mengen. Quan arriba l'hora d'un àpat típic, algú dirà "kay lekk", que vol dir "vine a menjar". Tothom s'ajuntarà i s'asseu al voltant del plat i menjarà amb les mans. Alguns plats famosos són Cebbu Jën (Tiéboudienne) i Yassa. L'etiqueta de la gent de Dakar és molt senzilla però molt vital. No saludar algú a la vista és retratar la rudesa i, sovint, la ignorància. A causa del colonialisme francès, els nens de Dakar tenen un sistema escolar únic. L'escola farà un descans cap al migdia i tornarà a casa per descansar una mica. Com que la població és majoritàriament musulmana, hi ha nombroses activitats islàmiques diàries en curs, com ara participar en l'oració del migdia a la mesquita més propera i assistir a la mesquita local els divendres. La música té una gran influència en la joventut amb artistes famosos com Daara J Family que utilitzen la seva veu per representar els problemes de les seves comunitats.
Dakar acull diversos festivals nacionals i internacionals, com ara el World Festival of Black Arts, el Festival international du film de quartier de Dakar i la Biennal de Dakar. També va ser la ubicació de Taf Taf, un programa internacional de residència d'artistes.

### Museus

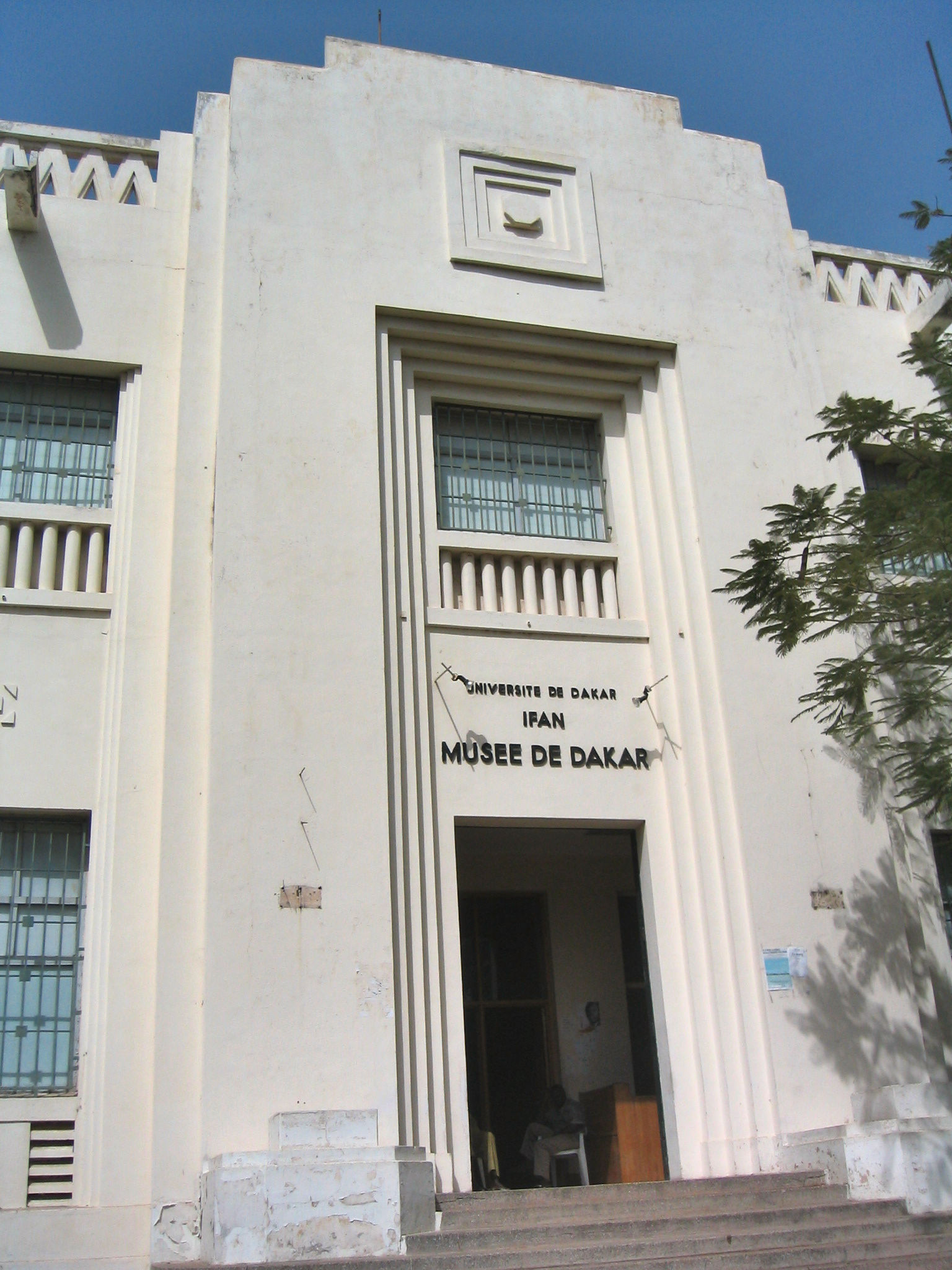
Museu d'Arts Africanes IFAN.

- Museu IFAN d'Arts Africanes o Museu Theodore Monod
- Museu de la Dona Henriette-Bathily
- Casa dels Esclaus
- Village des Arts
- Parc Forestier et Zoologique de Hann, també conegut com el Zoo del Senegal
- Museu de les Civilitzacions Negres[30]
- Museu Dinàmic

## Esports
El club esportiu AS Douanes té la seu a Sicap-Liberté; juguen a la Lliga senegalesa de futbol i anteriorment van guanyar la temporada 2014-15 de la Ligue 1 (Senegal).
Dakar va ser el punt d'arribada del Ral·li Dakar fins al 2007, abans que l'esdeveniment es traslladés a Amèrica del Sud per problemes de seguretat a Mauritània.
Dakar havia d'acollir l'edició de 2022 dels Jocs Olímpics d'estiu de la joventut, però, els jocs s'han ajornat al 2026, serà el primer Jocs Olímpics d'aquest tipus que s'hagin celebrat mai a Àfrica.

## Transports
Posseïx port i l'aeroport internacional Léopold Sédar Senghor. També és la fi de trajecte de la línia fèrria Dakar-Níger.

## Educació
- Kedge Business School

## Diversos
La ciutat de Dakar forma part de l'Organització de Ciutats Patrimoni Mundial. 

Universitat Cheikh Anta Diop, també coneguda com a Universitat de Dakar, fundada l'any 1957.

### Dakar al cinema
- 21ème Siècle, pel·lícula documental sobre Dakar.

## Persones que hi van nàixer
- Ségolène Royal, política francesa.
- Patrick Vieira, futbolista professional.
- Sitapha Savané, jugador de bàsquet professional

## Ciutats agermanades
- Washington DC